# 海南茄
海南茄（学名：Solanum procumbens）又名宮古茄，为茄科茄属下的一个种，原生於東亞及東南亞。
种名procumbens意为平卧的。 

## 分佈
本種分佈於東亞及東南亞，包括華東、華南、東喜馬拉雅山、海南、寮國、琉球群島、泰國及越南。